# Забужко Оксана Стефанівна
Окса́на Стефа́нівна Забу́жко (нар. 19 вересня 1960, Луцьк, Волинська область, Українська РСР) — українська письменниця, феміністська літературознавиця, поетеса, есеїстка, публіцистка, викладачка та політична активістка (зокрема, в часи Помаранчевої революції). Ключовими у творчості Оксани Забужко є теми української національної ідентичності і гендеру.
Твори Забужко перекладені понад 20 мовами в Австрії, Болгарії, Італії, Ірані, Нідерландах, Німеччині, Польщі, Росії, Румунії, Сербії, США, Угорщині, Франції, Хорватії, Чехії, Швеції. Роман «Польові дослідження з українського сексу» (1996), перший бестселер незалежної України, дав старт українському книжковому ринку, є найширше перекладеним у світі українським прозовим твором. Інтелектуальний нонфікшн ««Notre Dame d'Ukraine: Українка в конфлікті міфологій»» (2007) осмислює українську культурну історію через Лесю Українку як «Іншого», через чий лицарський дискурс вписує Україну у систему європейських міфологій, досліджуючи українську шляхту. «Музей покинутих секретів» (2009) в орієнтованому на західну аудиторію деколонізує українську історію, зокрема, УПА з застосуванням жіночого письма та écriture féminine.
Оксана Забужко є лауреаткою народних та іноземних премій, стипендіаткою Фулбрайта, викладачкою українських студій у Гарвардському та Піттсбурзькому університетах та популяризаторкою України на міжнародній арені. Її тексти адаптують численні театри України, Європи і Північної Америки.

## Життєпис
Народилася 19 вересня 1960 року в місті Луцьку, у шістдесятницькій родині з давніми історичними традиціями.

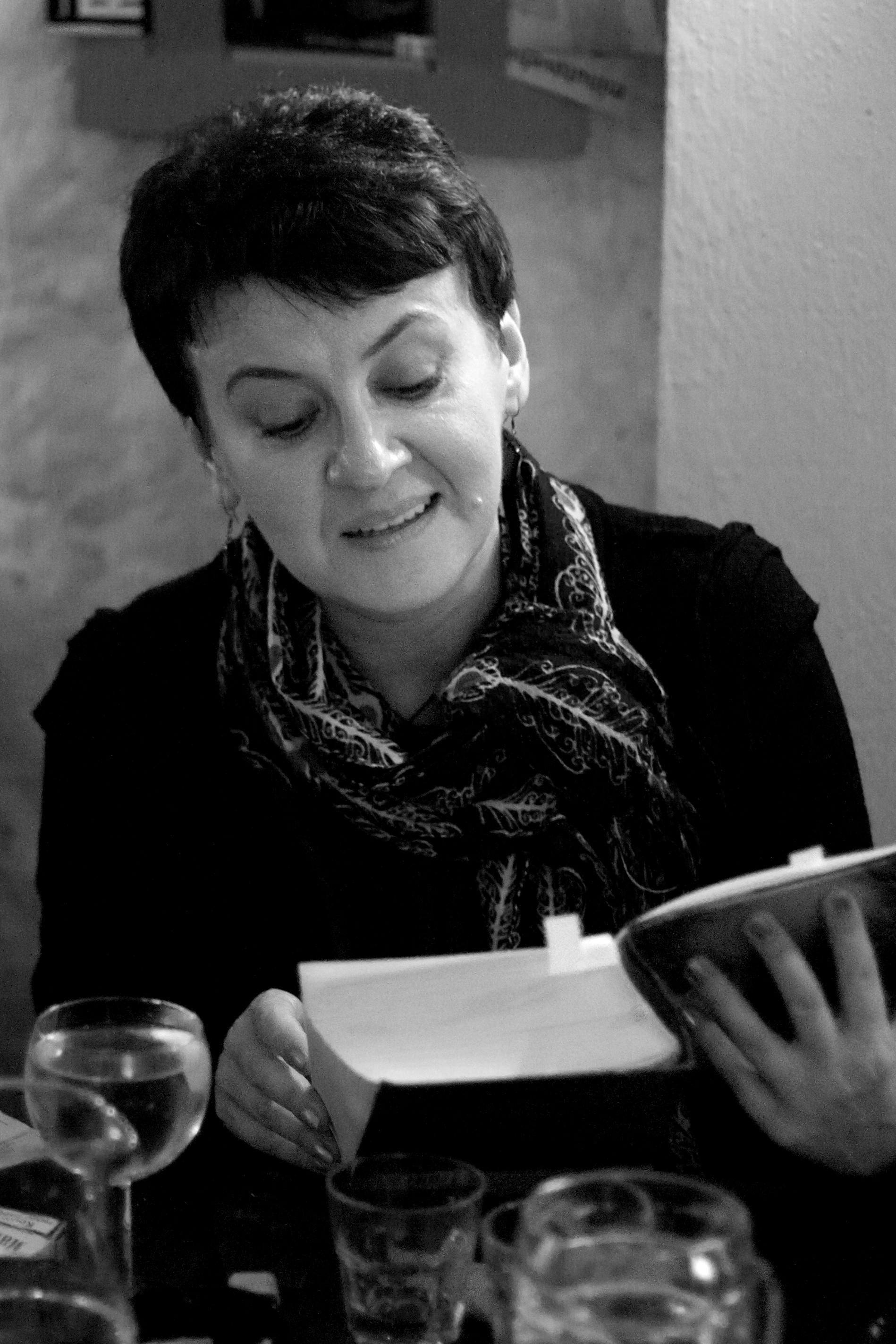
Оксана Забужко 11 жовтня 2012 року

Батько, Стефан (Степан) Іванович Забужко (1926—1983) — педагог, літературний критик і перекладач (вперше переклав українською чеські оповідання Іллі Гурніка, у сталінські часи був репресований і відбував заслання в Забайкальському краї). Мати, Надія Яківна Обжирко-Забужко (1926—2014) — родом з м. Білилівка Бердичівської округи, вчителька української літератури, авторка методичних розробок і популярних літературознавчих творів для школярства. За словами Євгена Сверстюка, Забужко вихована на «кращих естетичних традиціях». Змалечку складала вірші, які записував і збирав її батько.
За словами письменниці, свою філологічну освіту вона отримала вдома. Розпочаті у вересні 1965 р. репресії проти української інтелігенції змусили родину покинути Луцьк, і з 1968 р. Оксана Забужко мешкає в Києві.
Закінчила філософський факультет (1977—1982) та аспірантуру з естетики (1985) Київського університету імені Тараса Шевченка. Вступила до КПРС не пізніше 1985 року. 1987 року прийнята до Спілки письменників СРСР. Захистила кандидатську дисертацію на тему «Естетична природа лірики як роду мистецтва» (1987). Викладала естетику й історію культури в Київській державній консерваторії ім. П. Чайковського (1986—1988), з 1989 р. — старша наукова співробітниця Інституту філософії НАН України.
Тривалий час працювала викладачем. Лекції з естетики Оксана Забужко читала не лише в українських вишах, а й у Єльському та Колумбійському університеті.
1992 року викладала українську культуру в Університеті штату Пенсільванія як запрошена письменниця. У 1994 отримала стипендію Фонду Фулбрайта і викладала українську літературу й культуру у Гарвардському та Піттсбурзькому університетах. 2001 року викладала літературну майстерність у Київському національному університеті імені Тараса Шевченка.

## Літературна діяльність

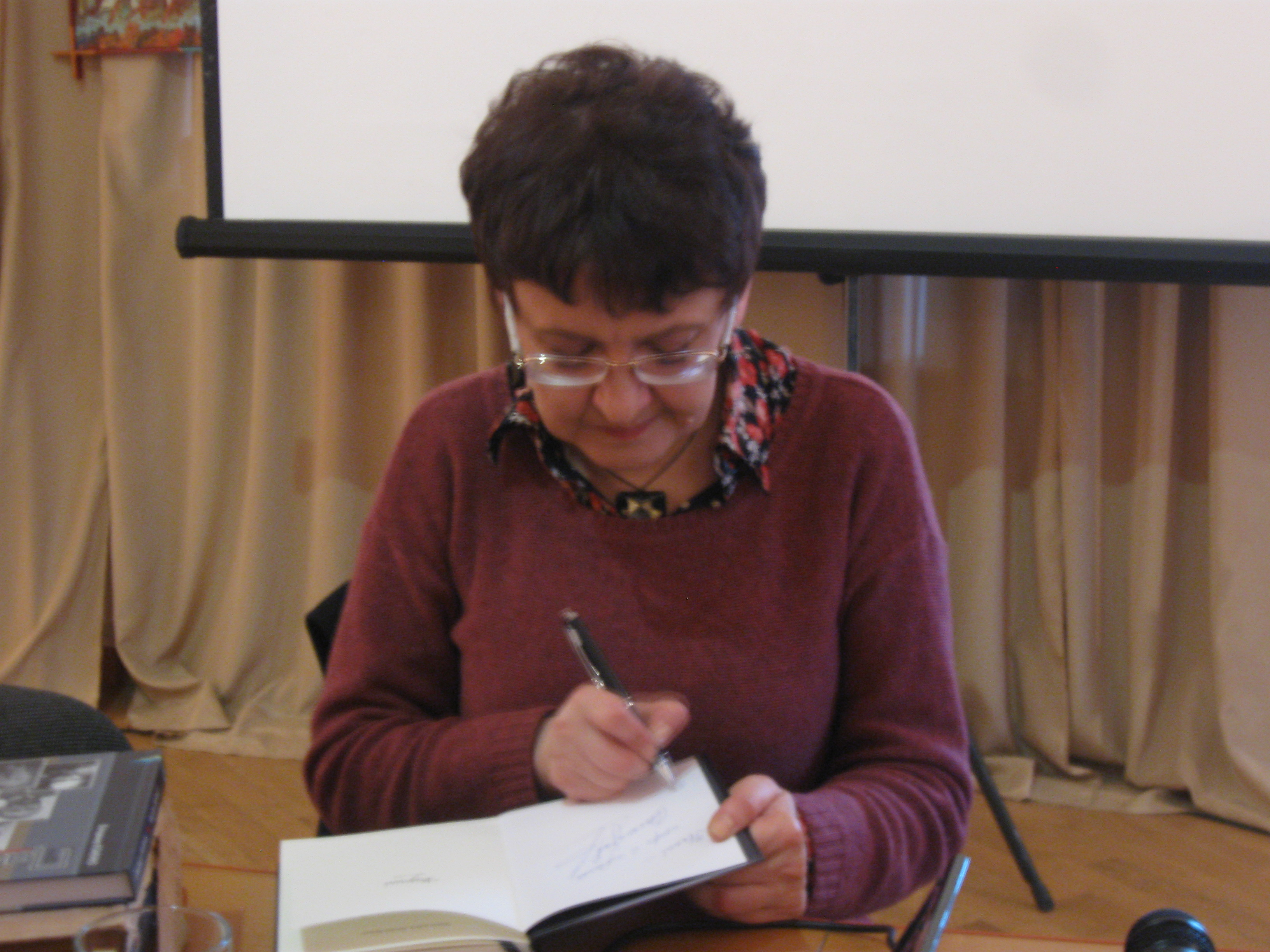
Оксана Забужко під час автограф-сесії 22 березня 2015 р.

Хоча в дитинстві Забужко мріяла бути кінорежисеркою, життя пов'язала з літературною діяльністю[джерело?]. Віршувати Оксана почала, за власними словами, «з дописемного віку». Поетично дебютувала в періодиці в 9 років, на 1973 р. у видавництві «Молодь» планувалась до друку її перша поетична збірка «Весняна акварель» (передмова Михайла Стельмаха). Але під час репресій 1972 року батьки потрапили в «чорні списки» і готову до друку «Акварель» знімають з виробництва. Тих ранніх віршів Забужко ніколи не публікувала, а першу поетичну книжку, уже іншого змісту («Травневий іній»), змогла видати тільки 1985 року. Про ці події в «Автобіографії» (1997) згадувала: «Якщо я завдячую радянській владі чимось добрим, то це тим, що вона вчасно поклала край моїй „літературній кар'єрі“ — на цілий брежнєвський період, — інакше я вельми швидко навчилась би, як приподоблятися дядям і тьотям з редакцій, і, либонь, так і не докопалась би до власного голосу…».

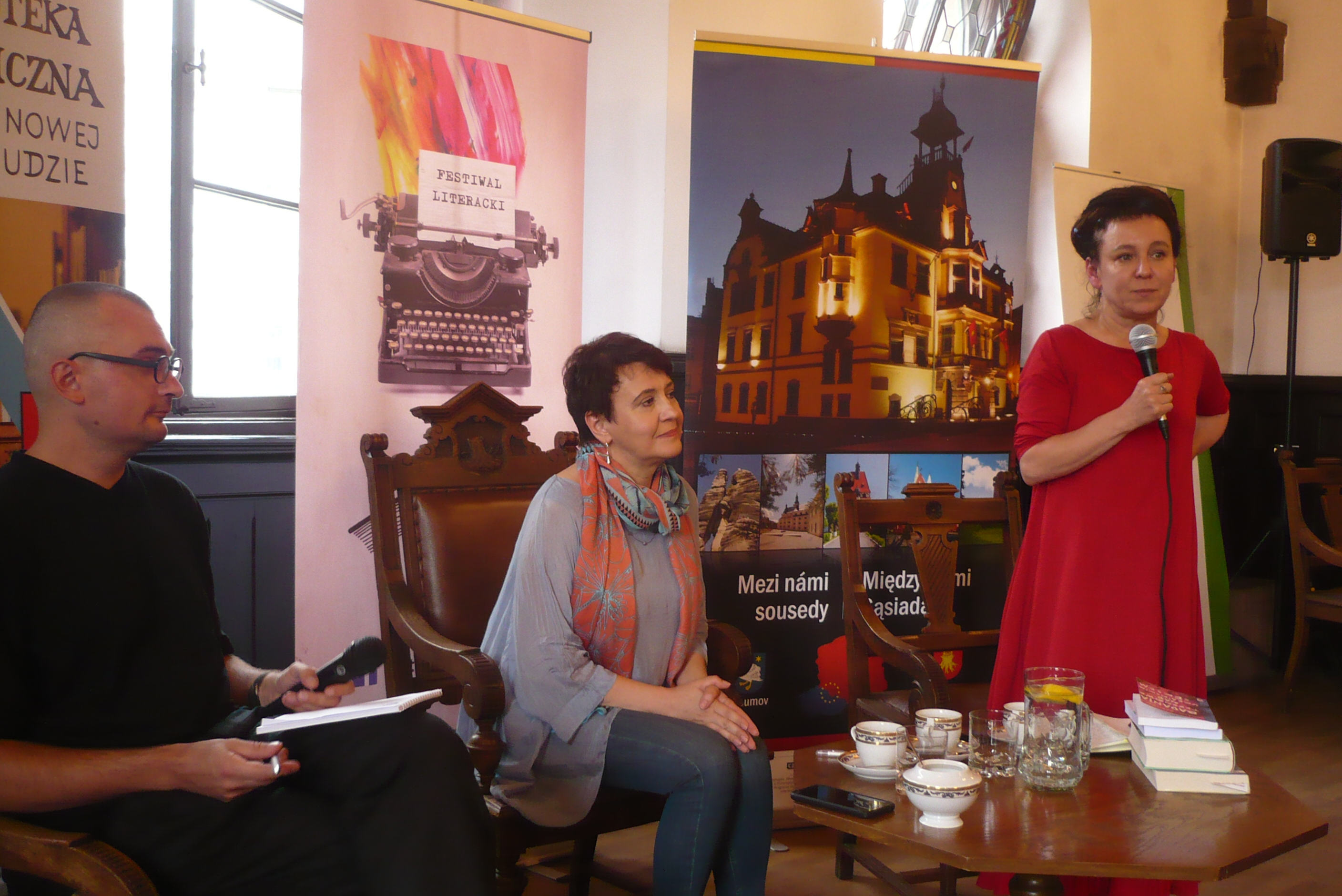
З Ольгою Токарчук та Марціном Ґачковським, фестиваль «Góri Literature», 2018

Основні теми творчості письменниці — національна ідентичність і гендер. Перший роман Забужко, «Польові дослідження з українського сексу», один із «засадничих текстів української літератури пострадянського періоду», вийшов 1996 року і викликав бурхливі та суперечливі реакції критики і читацтва. Письмо Забужко — стилістично новаторське й інтелектуально провокативне — не зрозуміли деякі вітчизняні критики, незнайомі зі здобутками світової критичної думки і фемінізму зокрема. У той же час за деякими оцінками він став першим бестселером незалежної України. За соціологічним опитуванням агенції «Еліт-профі» 2006 року роман був визнаний «книжкою, що найбільше вплинула на українське суспільство за 15 років незалежності». Нині це найширше перекладений у світі твір нової української прози (15 мов), включений до багатьох обов'язкових списків та рейтингів сучасної східноєвропейської класики.
Філософ і культуролог за фахом, Забужко пише есеї і працює у жанрі нонфікшн. Вона також звертається до української історії ХХ століття. Її роман «Музей покинутих секретів» (2009), перекладений шістьма мовами, — це родинна сага, де присутні три ключові для української історії епохи — Друга світова війна, 70-ті роки, ранні 2000-ні. Зокрема, авторка приділяє багато уваги епосу УПА, демонізованої радянською історіографією. Важливою рисою письма Оксани Забужко є його зверненість до світу, спрямованість не лише на внутрішню аудиторію, доступність для західної аудиторії.
Дослідники аналізували прозу Забужко за допомогою постколоніальних теорій. У компаративістських студіях «Польові дослідження…» порівнюють із творами Джамайки Кінкейд, Ассії Джебар, Анджели Картер, Ніколь Броссар. Письменниця має надзвичайно виразний стиль, де «поетичний» та «інтелектуальний» голоси переплітаються і витворюють складну структуру. На думку деяких дослідників, у ньому присутнє жіноче письмо, écriture féminine, зокрема, письмо «з тіла» або «про тіло».
Найвідоміша книга Забужко у жанрі нон-фікшн — «Notre Dame d'Ukraine: Українка в конфлікті міфологій» (2007). У цьому творі, по-перше, українська культурна історія осмислена через Лесю Українку, жіночу постать, як «Іншого», з постколоніальної точки зору. По-друге, Забужко пише про роль і свідомість української шляхти, яку, якщо скористатися образами самої Лесі Українки, можна назвати «великопанською» (на противагу «глибокохамській» радянській) спільнотою. Ця спільнота в різні часи включала братчиків Кирило-Мефодіївського братства, членів Громади, зокрема Олену Пчілку — «матір українського націоналізму», мецената Євгена Чикаленка, саму Лесю Українку та багато інших, нині забутих або недооцінених, визначних постатей. Оксана Забужко доводить, що чимало етичних та естетичних «кодів», вироблених шляхтою, стали неприступними сучасному читачеві. По-третє, Забужко вважає лицарський («єретичний», гностичний) дискурс у Лесі Українки знаковим і таким, що вписує Україну у систему європейських міфологій.

## Громадська діяльність
Упродовж 1995—2010 рр. була віцепрезидентом українського відділення ПЕН-клубу. Восени 2004 року багато зробила для привернення міжнародної уваги до президентських виборів в Україні. Напередодні Помаранчевої революції опублікувала у WSJ статтю Українська Солідарність, у якій передбачила масові протести у Києві, після чого в ЗМІ її стали називати «Помаранчевою Кассандрою».
28 листопада 2005 року виступила на Перших Президентських слуханнях «Виклики, породжені свободою» з доповіддю «Гуманітарна політика і державна незалежність». Доповідь викликала широкий суспільний резонанс, а також деякий вплив на політику тодішнього уряду. За наслідками слухань створено Громадську гуманітарну раду при Президентові України.
Забужко було запропоновано балотуватись у Верховну Раду України на виборах 2006 року від Блоку «Наша Україна», але вона відмовилась — і відтоді незмінно відмовляється від співпраці з будь-якими політичними партіями.
Книжка розмов із варшавською публіцисткою Ізою Хруслінською «Український палімпсест» початково вийшла польською мовою і взимку 2013—2014 рр. стала для польських еліт важливим джерелом знань про Україну, допомігши визначитися з політичною підтримкою Майдану.
У червні 2018 року підтримала відкритий лист діячів культури, політиків і правозахисників із закликом до світових лідерів виступити на захист ув'язненого у Росії українського режисера Олега Сенцова й інших політв'язнів.
У 2023 році потрапила до списку 100 жінок року за версією BBC.

## Критика
Невдовзі після виходу в світ «Шевченкового міфа України» популярна тоді газета «Вечірній Київ» опублікувала брутальний відгук на книжку і її авторку в супроводі непристойної карикатури. На цю публікацію відреагували, з одного боку, Євген Сверстюк, обурений її антикультурним політичним підтекстом, а з іншого — Олександр Сизоненко, який звинуватив Забужко в службі американському імперіалізму.
Спалахнула дискусія, що тривала до початку 2000-х. Питання стояло про ревізію колоніального спадку в погляді вже не тільки на Шевченка, а й ширше — про те, чи можна, як Забужко, говорити про українську культуру не лише в локальному (для українців), а й у загальнолюдському значенні. На захист Забужко та її концепції виступили Вадим Скуратівський, Василь Лісовий, Вілен Горський, Юрій Барабаш, Дмитро Наливайко, Володимир Ричка та ін. вчені.
О. Сизоненко назвав їх «чорноколготочною групою підтримки» та «адептами махрового, волохатого, зниділого ідеалізму» й наполягав на тому, що Шевченко — поет «простий», і «нічого тягнути його у вишукане та снобістське панство» «фрейдів, юнгів, шопенгауерів та шпенглерів». Його позицію підтримали деякі літературознавці, які виступили проти західних методологій в україністиці й назвали шевченкознавчі праці Забужко й Грабовича як «демоліберальні», не зважаючи на відмінності та полеміку між ними (за Д. Наливайком, основна відмінність «полягає в тому, що в книжці О. Забужко міфотворчість „Кобзаря“ не закріплюється за моделями архаїчної міфології й не набуває характеру замкнутої структури, вона виходить на історію України і в ній розміщається», «вписується в контекст націо- й державотворчих міфів великих європейських письменників від Данте й Сервантеса до Ібсена та Джойса»).
В той же час письменницю критикували за нерозуміння «цивілізаційно-творчої ролі православ'я» і «російського месіанізму».
Скандал привернув увагу європейської преси. Газета Neue Zürcher Zeitung писала: «відкидання книжки Забужко українською критикою <…> показує, що українці ще дуже далекі від вироблення конструктивно-критичного ставлення до своїх національних міфів».

## Особисте життя
У шлюбі з художником Ростиславом Лужецьким.

## Нагороди та відзнаки
- 1997 — Літературна премія Global Commitment Foundation (США) — за вірші з книги «A Kingdom Of Fallen Statues»
- 1997 — Премія Фундації Ковалевих (США) — за повісті «Інопланетянка» та «Я, Мілена»
- 2002 — Літературний грант Фонду Мак-Артура (США)
- 2007 — Гран-прі Всеукраїнського рейтингу «Книжка року 2007» — за «Notre Dame d'Ukraine»
- 2008 — Перша премія з літератури Союзу українок Америки — за «Notre Dame d'Ukraine»
- 2008 — Премія Міжнародної Фундації Омеляна й Тетяни Антоновичів (США) — за «Notre Dame d'Ukraine»[38]
- 2009 — Орден Княгині Ольги III ступеня за вагомий особистий внесок у справу консолідації українського суспільства, розбудову демократичної, соціальної і правової держави та з нагоди Дня Соборності України[39]
- 2010 — 1 місце у Всеукраїнському рейтингу «Книжка року-2010» в номінації «Красне письменство» — за «Музей покинутих секретів»
- Трикратна лауреатка премії журналу «Корреспондент» «Краща українська книга року» — за «Let My People Go» (2005), «Notre Dame d'Ukraine» (2008) та «Музей покинутих секретів» (2010)
- 2012 — Відзнака «Золотий письменник України»[40]
- 2013 — Літературна премія Центральної та Східної Європи «Анґелус» (Польща) — за «Музей покинутих секретів»[41]
- 2015 — Лауреат Всеукраїнської премії «Жінка ІІІ тисячоліття» в номінації «Рейтинг»
- 2018 — Відзнака Блаженного Священномученика Омеляна Ковча
- 2019 — Національна премія України імені Тараса Шевченка за книгу «І знов я влізаю в танк...»[42]
- 2020 — Премія Women In Arts
- 2020 — Премія «Книга року BBC» за книгу «Планета Полин» (видавництво «Комора»)
- 2022 — почесна нагорода Варшавського книжкового ярмарку 2022 IKAR
- 2022 — нагорода міської ради Кракова «Премія імені Станіслава Вінценза» (за видатні заслуги в популяризації культури Центрально-Східної Європи)
- 2023 — нагороджена Орденом Почесного Легіону[43]
- 2023 — диплом Doctor Honoris Causa ЛНУ[44]
- 2024 — увійшла до списку 30 лідерів думок сучасної України, чиї тексти, оцінки та інтерв'ю формують настрої еліти і влади за версією видання NV[45]
- 2024 — Почесний громадянин Києва[46]

## Кіно-, театральні та музичні адаптації
- Вистави за творами Забужко йдуть на багатьох театральних сценах України, Європи і Північної Америки. У лютому 1998 р. у Нью-Йорку відбулася прем'єра драматичної сцени (моноопери) для мецо-сопрано та камерного ансамблю «Клітемнестра» за однойменною поемою Оксани Забужко (композитор: Вірко Балей, переклад англійською: Ліса Сапінкопф (Lisa Sapinkopf))[47].
- 2001 року на Київській студії хронікально-документальних фільмів знято експериментальний фільм «Хроніки від Фортінбраса» за мотивами однойменної збірки есеїв (режисерка Оксана Чепелик).
- Поезії Забужко покладені на музику багатьма українськими та зарубіжними композиторами. З 2012 р. письменниця співпрацює з гуртом «Тельнюк: Сестри», п'ятий концертний альбом якого «Дорога зі скла: LIVE» створено головно на її вірші[48]. 2015 року Чеське Радіо Влтава (Прага) підготувало театралізовану аудіоверсію роману «Музей покинутих секретів» (драматичний цикл із 15 передач, чеський переклад: Ріта Кіндлерова, режисер: Петр Манчал)[49].
- Українська читанка (фільм про письменницю 2016 року) [Архівовано 19 лютого 2017 у Wayback Machine.]
- Книга «Після третього дзвінка вхід до зали забороняється» вмістила в себе твори, на написання яких пішло понад тридцять років: «Інопланетянка», «Казка про калинову сопілку». А книга «Сестро, сестро» у 2017 році була зачитана українською акторкою Галиною Стефановою на платформі «NV Подкасти» у випуску «30 найкращих українських оповідань».
- У 2011 році у київському Центрі Леся Курбаса відбулася прем'єра вистави за мотивами повісті О. Забужко «Я, Мілена».

### Поезія
- Травневий іній (1985)
- Дириґент останньої свічки (1990)
- Автостоп (1994)
- Новий закон Архімеда (2000)
- Друга спроба. Вибране (2005)
- Вибрані вірші 1980—2013 (2013)

### Проза
- Інопланетянка (повість) (1992)
- Польові дослідження з українського сексу (роман) (1996)
- Казка про калинову сопілку (повість) (2000)
- Сестро, сестро (оповідання та повісті) (2003)
- Книга Буття, глава четверта (повісті) (2008)
- Музей покинутих секретів (роман) (2009)
- Тут могла б бути ваша реклама (оповідання) (2014)
- Після третього дзвінка вхід до зали забороняється (збірка оповідань) (2017)

### Есеїстика, публіцистика, мемуари
- Дві культури (1990)
- Хроніки від Фортінбраса (1999)
- Репортаж із 2000-го року (2001)
- Let my people go: 15 текстів про українську революцію (2005)
- Вибране листування на тлі доби. 1992—2002 (з Юрієм Шевельовим) (2011)
- З мапи книг і людей (2012)
- Український палімпсест: Оксана Забужко у розмові з Ізою Хруслінською (2014)
- І знов я влізаю в танк…. Вибрані тексти 2012—2016: статті, есе, інтерв'ю, спогади (2016)
- Єрихонські трубачі. Код Гурніка (у співавторстві з Іллею Гурніком) (2019)
- Планета Полин (2020)
- Як рубали вишневий сад, або Довга дорога з Бад-Емсу (2021)
- Найдовша подорож (2022)

### Філософські праці
- Філософія української ідеї та європейський контекст: Франківський період (1992)
- Шевченків міф України: Спроба філософського аналізу (1996)
- Notre Dame d'Ukraine: Українка в конфлікті міфологій (2007)

### Проєкти
- Літопис самовидців: Дев'ять місяців українського спротиву / [автор проекту О. Забужко; упорядник Т. Терен; передмова С. Алексієвич; ілюстратор О. Клачинська]. — Київ: Комора, 2014. — 310, [23] с., кольор. іл. — ISBN 978-966-97403-2-8

### Переклади
- Світлана Алексієвич. Чорнобиль: хроніка майбутнього / Пер. і післямова О. Забужко. — К.: Факт, 1998. — 194 с. — ISBN 966-727438-1

### Про Оксану Забужко
- Кость Гарбарчук. «Господи, як я оцю 200-гривневу купюру ненавиджу — з юною Лесею Українкою… [Архівовано 28 лютого 2019 у Wayback Machine.]». Газ. «Волинь», 6 грудня 2018 р., с. 20.

## Виступи та інтерв'ю Забужко
- Оксана Забужко: добірка інтерв'ю [Архівовано 20 березня 2022 у Wayback Machine.]
- Повний текст «Польових досліджень» на сайті Exlibris [Архівовано 27 вересня 2007 у Wayback Machine.]
- «Де немає лицаря, там приходить пахан», інтерв'ю газеті «День», 17.07.1999 [Архівовано 28 грудня 2004 у Wayback Machine.]
- Мова і право // Хроніки від Фортінбраса, К.: Факт, 1999, 340 с.
- «В українській культурі не було місця для осмислення екзистенційного досвіду жінки…». Діалог з Дмитром Стусом // Дзеркало тижня, 1.02.2003
- «Безкнижна нація — бомба, закладена під майбутнє». Діалог з Яною Дубинянською // Дзеркало тижня, 9.04.2005
- «На порозі гуманітарної катастрофи. Культурна політика і державна незалежність». Виступ на президентських слуханнях «Виклики, народжені свободою»
- «Дерусифікація через творчість Оксани Забужко» (Подкаст інтерв'ю Оксани Забужко Громадському радіо, 19 вересня 2003 року)
- Дослідниця забутого // Укр. тиждень, № 1-2, 15 січня 2010 [Архівовано 13 грудня 2011 у Wayback Machine.]
- «Забужко: про секс у криївці, розвал ГУЛАГу упівцями і тотальну забудькуватість українців» // ZaUA.org, 22.03.2010[недоступне посилання з липня 2019]
- Оксана Забужко: «Журналістика 90-х померла». Аудіо [Архівовано 10 грудня 2010 у Wayback Machine.]
- Оксана Забужко в конфлікті міфологій // Український тиждень, № 3-3, 16 листопада 2007 [Архівовано 3 липня 2013 у Wayback Machine.]
- Тетяна Терен. Оксана Забужко: ХХІ століття буде «жіночим» // Вебресурс Українська правда. Життя — 23.10.2013 [Архівовано 25 жовтня 2013 у Wayback Machine.]
- Оксана Забужко «До розвалу Росії треба готуватися» // Вебресурс Без Купюр. Відео-Інтерв'ю — 25.11.2017 [Архівовано 16 жовтня 2019 у Wayback Machine.]
- Оксана Забужко про філософію мовчазного бунту Катерини Білокур // Читомо [Архівовано 4 березня 2022 у Wayback Machine.]